# Ragnar Þór Óskarsson
Pour les articles homonymes, voir Óskarsson.
Ragnar Þór Óskarsson, né le 19 août 1978 à Reykjavik, est un ancien joueur de handball islandais. Évoluant au poste de demi-centre, il a notamment porté le maillot du Dunkerque Handball Grand Littoral et de l'US Ivry et était international islandais.
Reconverti entraîneur, il est ainsi l'adjoint de Yérime Sylla au Cesson Rennes Métropole Handball entre 2014 et 2018.

## Carrière
Ragnar Oskarsson a évolué au début de sa carrière en Islande en tant qu'amateur. Par la suite, il repéré par Dunkerque à l’occasion d’un match Islande - Belgique, et rejoint le club en 2000. Avec le club nordiste, il est élu à deux reprises meilleur demi-centre du championnat en 2002 et 2004. Cette même année, il est finaliste de la Coupe Challenge.
Évoluant ensuite pendant une saison à Skjern au Danemark, il revient en France en 2005 à l'US Ivry. Avec ce club, il est sacré Champion de France 2007. À nouveau désigné meilleur demi-centre du championnat, il quitte malgré tout le club francilien pour rejoindre l'USAM Nîmes pour une saison puis en 2008, il revient finalement dans le club dunkerquois. Il y remporte le premier titre de l’histoire du club, la Coupe de France 2011. La finale se joue aux tirs au but et Dunkerque s'impose aux dépens de Chambéry 3 à 2 malgré l'échec d'Oskarsson devant le gardien Cyril Dumoulin.
Peu de temps après ce dernier titre, Óskarsson décide de mettre fin à sa carrière.

## Palmarès

### En club
- Vainqueur du Championnat de France de handball (1) : 2007
- Vainqueur de la Coupe de France (1) : 2011
- Finaliste de la Coupe Challenge (C4) (1) : 2004

### Équipe nationale
- 4e du Championnat d'Europe 2002 en  Suède.

### Récompenses individuelles
- Meilleur demi-centre du championnat de France (3) : 2002, 2004 et 2007